# Quận Park, Colorado
Quận Park là một quận thuộc tiểu bang Colorado, Hoa Kỳ.
Quận này được đặt tên theo South Park, một khu vực địa lý lớn. Theo điều tra dân số của Cục điều tra dân số Hoa Kỳ năm 2010, quận có dân số 16206 người. Quận lỵ đóng ở Fairplay.

## Địa lý
Theo Cục điều tra dân số Hoa Kỳ, quận có diện tích 5730 km2, trong đó có 44 km2 là diện tích mặt nước.